# Ingalls Kimball
Ingalls Kimball (ur. 2 kwietnia 1874, zm. 16 października 1933) – amerykański drukarz i przedsiębiorca.
Urodził się w West Newton w Massachusetts. Był synem przedsiębiorcy Hannibala Ingallsa Kimballa i Mary Kimball (z domu Cook). Uczęszczał do Harvardu w latach 1890–1894. Po skończeniu studiów wraz z Herbertem S. Stone zaczął publikować biznesowy periodyk Stone & Kimball.
W 1897 Kimball założył w Nowym Jorku Cheltenham Press. Rok później zlecił projektantowi Bertramowi Grosvenor Goodhue zaprojektowanie kroju pisma, który nazwał Cheltenam. Cheltenam był jednym z bardziej znanych krojów pisma w Stanach Zjednoczonych